# Evfrosinja Staritskaja
Evfrosinja Staritskaja, född Khovanskaia, död 1569, var en rysk adelskvinna. 
Hon var gift med furst Andrej av Staritsa, en kusin till tsar Ivan IV av Ryssland, och mor till Vladimir av Staritsa. Hon blev efter ett misslyckat försöka att avsätta regenten Elena Glinskaja till förmån för sin make och familjen Staritski fängslad med sin make och son, av vilka den första avled i fängelse. Hon frigavs efter Elenas död 1538, och gjorde under tsarens sjukdom år 1553 ett misslyckat försöka att insätta sin son som tsarens tronföljare och efterträdare. När hennes son vann stor popularitet under det livländska kriget, fruktade tsaren att hon skulle använda denna popularitet för att återigen försöka avsätta honom till sin sons förmån, och blev därför avrättad på tsarens order. 